# Francis Russell (5e duc de Bedford)
Pour les articles homonymes, voir Francis Russell et Russell.
Francis Russell, 5e duc de Bedford (23 juillet 1765 – 2 mars 1802 à Woburn, Bedfordshire, baptisé le 20 août 1765 à St Giles in the Fields) est un aristocrate anglais et un homme politique Whig, en grande partie responsable du développement du quartier de Bloomsbury.

## Biographie
Francis Russell est le fils aîné de François Russell, Marquis de Tavistock (mort en 1767) et de sa femme, Elizabeth (morte en 1768), fille de William Keppel, 2e comte d'Albemarle.
En janvier 1771, il succède à son grand-père John Russell (4e duc de Bedford) comme Duc de Bedford, et fait ses études à Westminster School et de Trinity College, à Cambridge. Par la suite il passe près de deux ans en voyage à l'étranger. En 1784, il est impliqué dans un Ménage à trois avec Charles Maynard, deuxième vicomte Maynard et sa femme Anne Parsons, Dame de Maynard. Cette liaison est approuvée par la grand-mère de Russell et continue jusqu'en 1787.
Suivant Charles James Fox comme leader politique, il rejoint les Whigs à la Chambre des lords, et devient un membre de l'entourage du Prince de Galles, par la suite George IV.
Après avoir surmonté une certaine nervosité et des défauts d'éducation, il commence à parler à la Chambre des Lords, et devient rapidement l'un des principaux débatteurs dans cette assemblée. Il s'oppose à la plupart des mesures mises de l'avant par le ministère de William Pitt le Jeune, et notamment à l'octroi d'une pension à Edmund Burke, une action qui lui vaut une virulente attaque de Burke.
Bedford est vivement intéressé par l'agriculture. Il établit un modèle de ferme à Woburn, et fait des expériences pour l'élevage des moutons. Il est membre du premier bureau de l'Agriculture, et est le premier président du club de Smithfield. Il meurt à Woburn, le 2 mars 1802, et est enterré dans la Chapelle Bedford à l'Église Saint-michel, Chenies, dans le Buckinghamshire. Le duc ne s'est jamais marié, et est remplacé dans le titre, par son frère, John Russell (6e duc de Bedford).

## Anecdote
En 1795, lorsque le gouvernement impose une taxe sur la poudre de cheveux, comme une forme de protestation Bedford abandonne la poudre et la coiffure couramment porté par les hommes de l'époque en faveur d'un autre style, incitant ses amis à faire de même. Le nouveau style est connu comme le "Bedford", un jeu de mots sur une superficie de Fens récupérée par la famille et est également connue comme la "Bedford", tout en se référant à Bedford radicale ("outil") pour les points de vue politiques. Il est également connu comme le "Bedford Culture".

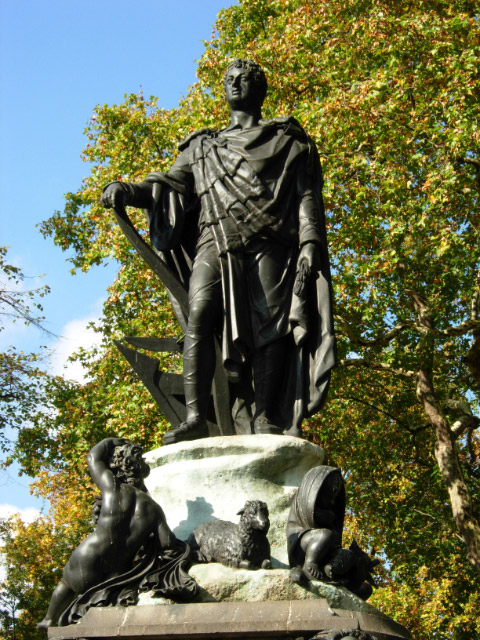
La statue de Francis Russell, par Richard Westmacott à Russell Square

## Influence sur Bloomsbury
Francis Russell est en grande partie responsable du développement du quartier de Bloomsbury. À la suite de la démolition de l'hôtel Bedford sur le côté nord de Bloomsbury Square, il demande à James Burton de transformer les terres du nord en un quartier résidentiel. Russell Square est conçu comme le point focal du développement. Il commande à Humphry Repton l'aménagement de la place après le succès du travail de Repton pour le duc à Woburn. Une statue de Richard Westmacott, construite en 1807, est conservée et se trouve à la côté sud de la place. Il représente Francis Russell comme un agronome avec une main sur une charrue, des épis dans les autres et les moutons à ses pieds.

## Courses de chevaux
Bedford établit un haras de l'Abbaye de Woburn et a beaucoup de succès en tant qu'éleveur et propriétaire de chevaux de course. Quand il n'avait que vingt-et-un ans, un de ses premiers chevaux notables, Gratte-ciel, gagne le Derby d'Epsom de 1789. Deux autres de ses chevaux ont gagné le Derby, "Désireux" (1788), et "Colt par Fidget" (1794).